# 劉滋
劉 滋（りゅう じ、729年 - 794年）は、唐代の官僚・政治家。字は公茂。本貫は徐州彭城県。

## 経歴
『続説苑』を編纂した劉貺の子として生まれた。左散騎常侍の劉知幾の孫にあたる。蔭官により太子正字に任じられ、漣水県令に転じた。吏部侍郎の楊綰の推薦により、劉滋は諫官にふさわしいとして、左補闕に任じられた。太常寺卿に転じ、再び左補闕となった。親に孝事するため官を辞して洛陽に帰り、河南尹の李廙の下で河南府功曹参軍をつとめた。ほどなく母が死去したため、劉滋は辞職して喪に服した。喪が明けると、劉滋は屯田員外郎となり、司勲員外郎に転じ、判南曹をつとめた。司勲郎中に進み、給事中に転じた。建中4年（783年）、劉滋は徳宗に従って奉天に赴き、太常寺少卿に転じて、礼儀をつかさどった。興元元年（784年）、吏部侍郎となり、洪州に赴いて知選補をつとめた。ときに長安は朱泚の反乱の後であり、天下は蝗害や旱魃に苦しみ、穀物の価格は騰貴していて、官吏の候補たちは長安に赴くことができなかった。そこで劉滋は洪州で選補をつかさどり、江南や嶺南の人士を選抜した。
貞元2年（786年）、劉滋は左散騎常侍・同中書門下平章事（宰相）となった。宰相の位にあっても積極的に上奏することはなく、やたら謙遜して謹慎するばかりであった。貞元3年（787年）1月、左散騎常侍のまま、知政事（宰相）を退任した。貞元4年（788年）、再び吏部侍郎となった。貞元6年（790年）、吏部尚書に進んだ。貞元8年（792年）、竇参が宰相として吏部尚書となると、劉滋は代わって刑部尚書となった。ほどなく劉滋は吏部における人選に越権があったとして御史台に弾劾され、金紫の階を剥奪された。貞元10年（794年）10月、死去した。享年は66。陝州大都督の位を追贈された。諡は貞といった。

## 伝記資料
- 『旧唐書』巻136 列伝第86
- 『新唐書』巻132 列伝第57